# Drilonereis brattstroemi
Drilonereis brattstroemi är en ringmaskart som beskrevs av Fauchald 1972. Drilonereis brattstroemi ingår i släktet Drilonereis och familjen Oenonidae. Arten har ej påträffats i Sverige. Inga underarter finns listade i Catalogue of Life.